# Topologia de baixa dimensão

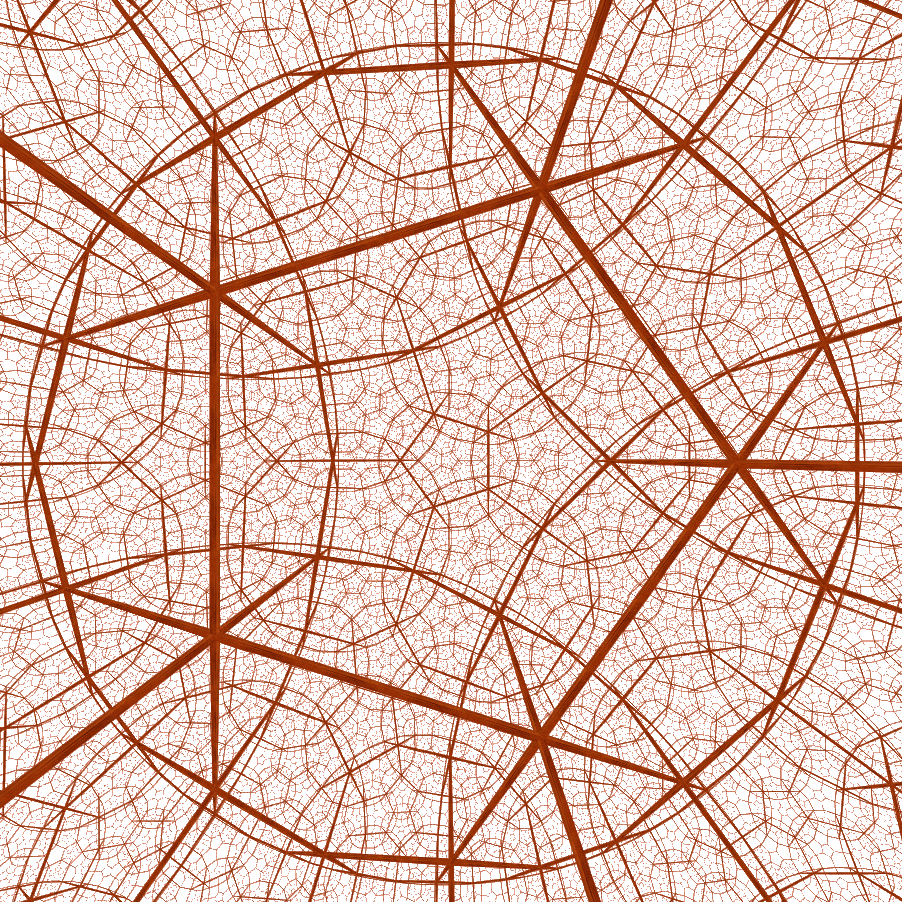
Pavimentação do espaço hiperbólico com dodecaedros hiperbólicos.

A topologia de baixa dimensão, ou topologia geométrica, é a área da topologia dedicada ao estudo das variedades de dimensão inferior ou igual a 4. 
Inclui a teoria dos nós. O problema mais famoso desta área é a Conjectura de Poincaré.